# Plan de Estabilización
Der Plan de Estabilizacion (wörtlich: „Stabilisierungsplan“) war die Bezeichnung einer Wirtschaftsreform, die im Jahr 1959 in Spanien durchgeführt wurde.

## Vorgeschichte
Nach dem Spanischen Bürgerkrieg war die Wirtschafts- und Haushaltslage in Spanien außerordentlich schlecht. Die Wirtschaftskrise war einerseits durch die Folgen des Krieges selbst verursacht. Verschärft wurde die Situation durch die auf Autarkie gerichtete franquistische Wirtschaftspolitik. Der massive staatliche Einfluss auf die Wirtschaft und die Verhinderung eines freien Marktes durch traditionelle ständische Regeln verhinderte Wachstum und Innovationen.
Zwischen 1953 und 1958 begann die Wirtschaft wieder zu wachsen. Die hohen Wachstumsraten um die 5 % wurden aber durch eine massive Abwertung der Pesete, hohe Inflation und einen rapide wachsenden Schwarzmarkt begleitet. Der Staatshaushalt geriet aus dem Gleichgewicht und die Währungsreserven der Notenbank waren 1959 weitgehend aufgebraucht.

## Plan de Estabilización
Die Bevölkerung verglich die Situation zunehmend mit der der Nachbarländer und forderte wirtschaftliche und politische Reformen. Das Regime reagierte mit dem "Plan de Estabilización". Er wurde von den von Franco eingesetzten Ministern Laureano López Rodó, Alberto Ullastres und Mariano Navarro Rubio, die auch Mitglieder der Opus Dei waren, eingeführt.
Dieser Plan sollte die Wirtschaft Spaniens modernisieren, das zu jener Zeit eines der ärmsten Länder Westeuropas war. Die bisherige franquistische Wirtschaftspolitik wurde durch einen Wirtschaftsliberalismus ersetzt. Das Ziel der Autarkie wurde aufgegeben. Eine Liberalisierung des Kapitalverkehrs, sowie der (Auslands-)Investitionen wurde geschaffen, sowie der Bevölkerung Reisefreiheit gewährt. Die Inflation wurde erfolgreich bekämpft, der Freihandel wurde gefördert, der Staat hielt sich deutlicher aus der Wirtschaft heraus, es wurde mehr Eigenverantwortung für die Bevölkerung propagiert.

## Wirkungen
Als Folge der Reformen stiegen die Auslandsinvestitionen in Spanien (insbesondere im Tourismus) massiv an. Mehr als eine halbe Million Spanier verließ das Land, um in Westeuropa als Gastarbeiter zu arbeiten. Die Überweisungen der Gastarbeiter führten zu einem weiteren Zufluss an Investitionsmitteln.
Spanien strebte nun auch eine Mitarbeit in internationalen Organisationen an. Ein Beitritt zu EG und EFTA war zwar als Diktatur nicht möglich. Aber Spanien wurde 1958 assoziiertes Mitglied der OECD. 1959 trat Spanien dem IWF und der Weltbank bei.
War Spanien im Jahre 1960 noch ein agrarisch geprägtes Entwicklungsland, entwickelte es sich bis 1974 in das 10. größte Industrieland der Welt.